# محفل ققنوس
محفل ققنوس (به انگلیسی: Order of the Phoenix)، گروهی از جادوگران است که برای مبارزه با لرد ولدمورت توسط آلبوس دامبلدور بنیان‌گذاری و سازمان دهی شده است.
محل تشکیل محفل ققنوس خانه شماره ۱۲ میدان گریمولد است که به دلیل افسون رازداری تنها اعضای محفل می‌توانند آن را ببینند. بنیان‌گذار اصلی این محفل، دامبلدور است. این نام بر اساس حیوان خانگی البوس دامبلدور که یک ققنوس حیات بخش بود انتخاب شده است.

## خلاصه
قبل از شروع وقایع «هری پاتر» – زمانی که شخصیت لرد ولدمورت برای اولین بار به دنیای جادوگران اعلان جنگ داد – آلبوس دامبلدور، مدیر مدرسه علوم و فنون جادوگری هاگوارتز و یک جادوگر برجسته و قدرتمند دنیای جادوگری، تلاش کرد تا جلوی ولدمورت را با تأسیس محفل ققنوس بگیرد. در آن زمان چندین شخصیت به محفل پیوستند. آنها به دنبال جلوگیری از تسلط ولدمورت بر دنیای جادوگری و ایجاد یک نظم جدید جهانی ظالمانه توسط او بودند. در این دوره، قبل از وقایع «هری پاتر و سنگ جادو»، محفل متحمل خسارات سنگینی شد، از جمله قتل شخصیت‌های جزئی مانند پری‌وت‌ها، بونزها و مک‌کینون‌ها. پدر و مادر نویل لانگ باتم نیز به دست بلاتریکس لسترنج تا حد جنون شکنجه شدند.
اولین حکومت وحشت ولدمورت پس از قتل جیمز و لیلی پاتر و تلاش ناموفق برای قتل پسرشان، هری پاتر پایان یافت. بعد از کشتن پدر هری پاتر، ولدمورت به سمت هری کودک رفت تا او را بکشد. اما فداکاری مادر هری باعث شد تا طلسم مرگی که به سمت هری فرستاد برگردد و قدرت ولدمورت را به شدت کاهش دهد. در این زمان جامعه جادوگری، محفل ققنوس و حتی مرگخواران پیرامون ولدمورت گمان کردند او مرده است. پس در نتیجه به دلیل عدم تهدید بیشتر، محفل موقتاً منحل شد.
هنگامی که هری در در پایان «هری پاتر و جام آتش» گزارش داد که ولدمورت بازگشته است، دامبلدور محفل را دوباره فعال کرد. بسیاری از اعضای اصلی بازگشتند و به نیروهای جدید تر به آنها ملحق شدند که عملاً جایگزین کسانی شدند که در طول اولین درگیری در خدمت جان باختند. محفل مقر خود را در خانه شماره دوازده میدان گریمولد، خانه خانوادگی سیریوس بلک در فاصله زمانی بین کتاب‌های چهارم و پنجم این مجموعه مستقر کرد. دامبلدور رازدار اعظم بود، به این معنی که فقط او می‌توانست محل مقر فرماندهی را برای دیگران فاش کند. مرگ دامبلدور در کتاب ششم این مکان را آسیب‌پذیر کرد و در نتیجه مقر فرماندهی محفل پناهگاه(هری پاتر) منتقل شد.
در قسمت پنجم در حالی که وزیر سحر و جادو بازگشت ولدمورت را انکار می‌کرد، محفل مبارزه با ولدمورت را رهبری کرد. در «هری پاتر و محفل ققنوس»، برخی از اعضای گروه به نوبت از پیشگویی سیبیل ترلاونی که به سقوط ولدمورت و نقش هری در شکست دادن او اشاره داشت، محافظت می‌کنند. همچنین روبیوس هاگرید، نگهبان زمین هاگوارتز و یکی از اعضای اصلی محفل، همراه با اولمپیا ماکسیم به کوهستان‌ها رفتند تا غول‌ها را باخود همراه کنند که چندان موفق نبودند. برخی از اعضا نیز در نبردی در بخش اسرار وزارت سحر و جادو، نزدیک پایان کتاب پنجم شرکت کردند. اعضای محفل در شب مرگ دامبلدور در «شاهزاده دورگه» مرگ خوارانی که موفق به ورود به قلعه شدند مبارزه کردند.
در آخرین قسمت، اعضای محفل هری پاتر را از خانه تابستانی‌اش با درسلی تا پناهگاه (خانه ویزلی) محافظت می‌کنند. بعداً در رمان، پس از موفقیت ولدمورت در تصاحب وزارتخانه، برخی از اعضای نظم میزبان برنامه "Potterwatch"، یک برنامه مخفی بودند که اخباری را که ولدمورت نمی‌خواست مردم خبردار شوند را به اطلاع آنان می‌رساند. در آخر کتاب، اعضای محفل با کمک ارتش دامبلدور، کارمندان هاگوارتز و دانش آموزان ارشد، از جمله اعضای گروه اسلایترین، با ولدمورت و مرگ خواران در نبرد هاگوارتز شجاعانه جنگیدند و برخی از آنها قهرمانانه کشته شدند.

## الستر مودی

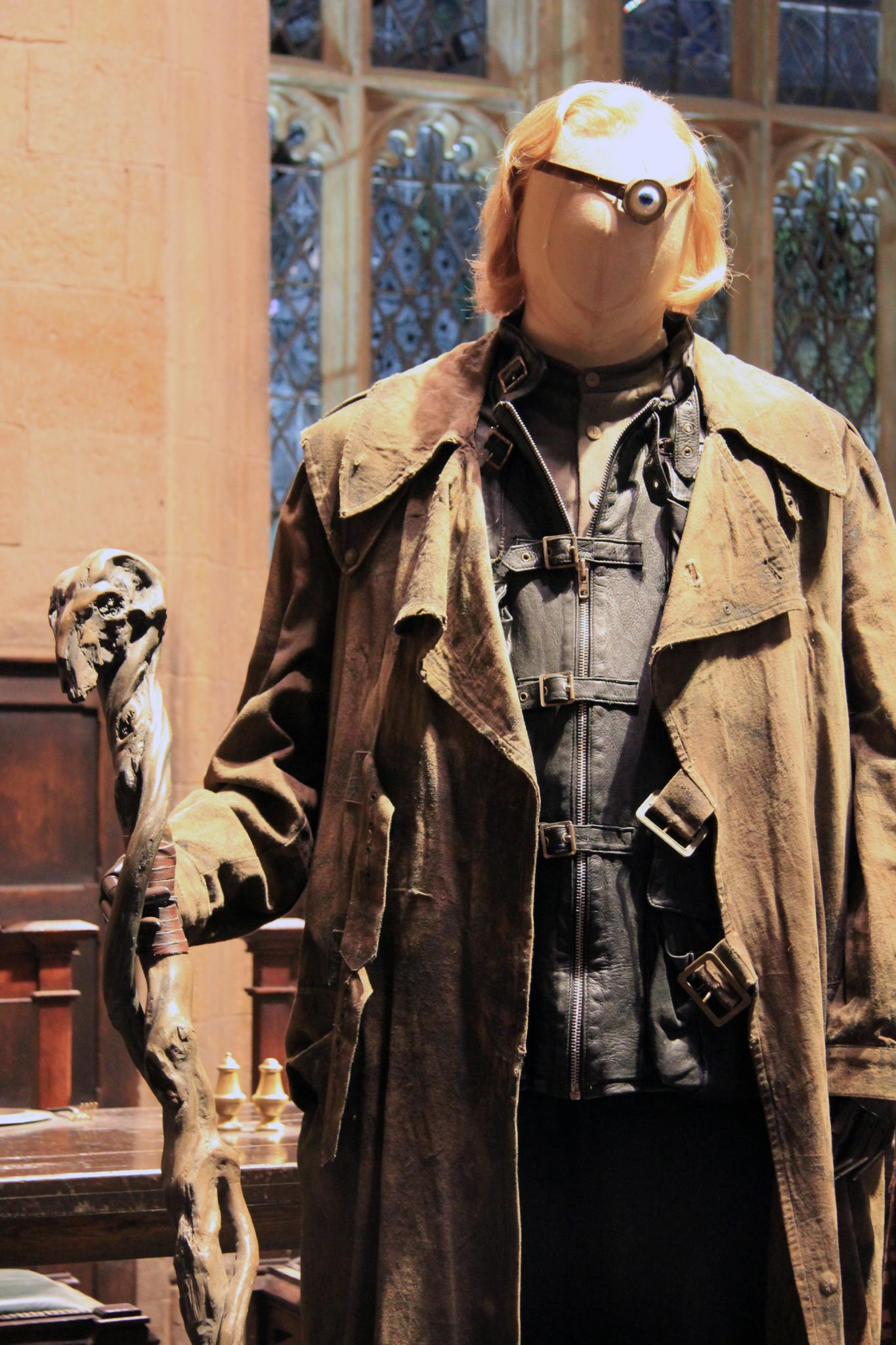
نمایی از تیپ‌وساختار آلستر مودی (چشم‌باباغوری)

آلستر مودی ملقب به چشم‌باباغوری یکی از شخصیت‌های تخیلی داستان‌های هری پاتر است اولین حضور او در هری پاتر و جام آتش بود. این نقش را برندن گلیسون بازی کرده است. او یکی از کاراگاه‌های معروف و خبرهٔ وزارت سحر و جادو بود پس از آن به مدت یک سال درمقام استادی هاگوارتز بود همین‌طور از فعال‌ترین اعضای محفل ققنوس بود او را به دلیل چشم سحرآمیزش به «چشم باباغوری» معروف بود.

### حضور در کتاب‌های هری پاتر
اودر سال چهارمی که هری در هاگوارتز تحصیل می‌کرد یعنی درهری پاتر و جام آتش توسط دامبلدور به عنوان معلم درس دفاع در برابر جادوی سیاه معرفی شد پس از چندی رفتارهای مشکوکی از او سر زد
که در آخر داستان پس از تمام شدن مسابقهٔ جادوگری مودی به سراغ هری می‌رود و به او می‌گوید من بودم که اسم تو را در جام انداختم من بودم که به تو غیرمستقیم کمک می‌کردم تا برنده شوی و همین‌طور من بودم که جام را به رمز تاز بدل کردم آن موقع دامبلدور می‌رسد و با محلول را ستی مشخص می‌شود
او مودی واقعی نیست بلکه بارتی کراوچ یکی از مرگ خواران ولدمورت است و مودی واقعی را در صندوقچه‌ای حبس کرده و ساعت به ساعت معجون مرکب پیچیده می‌خورده تا هویتش را مخفی نگه دارد
او همین‌طور در کتاب پنجم هری پاتر به محفل ققنوس پیوست
در کتاب هفتم چون طلسم مادر هری در حال از بین رفتن بود (اگر این طلسم از بین می‌رفت ولدمورت به هری دسترسی داشت) قرار شد هفت نفر از معجون مرکب پیچیده بخورند آنگاه هر یک با یک محافظ به سمت یکی از خانه‌های محفل ققنوس که با جادوهای حفاظتی حفاظت می‌شد بروند تا ولدمورت و مرگ خواران سردرگم شود که کدام یک هری واقعی است مودی محافظ مانگاداس فلچر که خود را به شکل هری درآورده بود به سوی یکی از خانه‌های امن می‌رفت که ولدمورت آن‌ها را تعقیب کرد و طلسم ولدمورت به صورت مودی برخورد کرد او از جارو به پایین افتاد و کشته شد.

## آرتور ویزلی
آرتور ویزلی (به انگلیسی: Arthur Weasley)، شخصیت تخیلی مجموعه داستان‌های هری پاتر نوشته جی کی رولینگ می‌باشد.
او پدر خانواده ویزلی و همسر مالی ویزلی است که آن دو هفت فرزند دارند:بیل، چارلی، پرسی، فرد، جرج، رون و جینی. آرتور به احتمال زیاد پسر سپتیموس ویزلی و سدرلا بلک است.
پسر آرتور ویزلی یعنی رون ویزلی، دوست صمیمی هری پاتر است.
آرتور ویزلی برای وزارت سحر و جادو کار می‌کند، کار او در ابتدا مدیریت بخش سوءاستفاده از محصولات مشنگی را بر عهده‌داشت، اما سرانجام ترفیع مقام گرفته و به ریاست ادارهٔ شناسایی و مصادره جادوهای دفاعی و اسباب حفاظتی تقلبی منصوب شد. او طرفدار پروپاقرص وسایل مشنگ‌ها است و به همین دلیل کلکسیونی از ابزارها، باتری‌ها و دوشاخه‌های برق را در منزل خود جمع‌آوری کرده‌است.

## بیل ویزلی
ویلیام آرتور «بیل» ویزلی (متولد ۲۹ نوامبر ۱۹۷۰) شخصیت تخیلی مجموعه داستان‌های هری پاتر، پسر بزرگ مالی و آرتور ویزلی و برادر چارلی، پرسی، فرد، جرج، رون و جینی ویزلی می‌باشد.
بیل در سال‌های ۱۹۸۲ تا ۱۹۸۹ به مدرسه هاگوارتز رفت و عضو گروه گریفیندور شد. او سرپرست گروه و ارشد نیز شد. او در بانک گرینگوتز در مصر کار می‌کند.
او به همراه همسرش فلور دلاکور در نبرد هاگوارتز شرکت کرد و توسط یک گرگینه گاز گرفته شد، ولی چون ماه کامل نبود فقط رفتاری گرگینه مانند گاه و بی گاه پیدا کرد.

## جیمز پاتر
جیمز پاتر (به انگلیسی: James Potter) از شخصیت‌های داستان‌های هری پاتر نوشته جی کی رولینگ می‌باشد. او و همسرش لیلی اونز پاتر (ماگل زاده) بنیان‌گذار محفل ققنوس هستند.

### خصوصیات جیمر پاتر
جیمز پاتر در سال ۱۹۶۰ در انگلستان به دنیا آمد.
او چشم‌های قهوه‌ای (فندقی) و موهای سیاه به هم ریخته دارد. او بینی بلند تری نسبت به خود هری پاتر داشته، اما صورتی کشیده و لاغر دارد. موهایش در قسمت عقب سرش به هم ریخته و ظاهری آشفته به او داده است. او تقریباً عظمت و محبوبیت هری را نیز در دوران مدرسه داشته است.
او در سال ۱۹۶۹ وارد مدرسه هاگوارتز شد و در گروه گریفیندور قرار گرفت. بهترین دوستان او در دوران تحصیلش در هاگوارتز سیریوس بلک، ریموس لوپین و پیتر پتی‌گرو بودند. آن‌ها گروهی به نام غارتگران تشکیل داده بودند و به شیطنت در مدرسه می‌پرداختند. یکی از اختراعات مهم این گروه، نقشه غارتگر است.
جیمز از ابتدای ورود به مدرسه از سوروس اسنیپ، دانش‌آموز اسلیترینی متنفر بود و این دو از هر فرصتی برای طلسم کردن یکدیگر استفاده می‌کردند. جیمز پاتر در هاگوارتز عاشق لی‌لی اوانز شد و در نهایت نیز با وی ازدواج کرد.
وی یکی از اعضای فعال محفل ققنوس علیه ولدمورت بود و سرانجام نیز یک سال پس از به دنیا آمدن فرزندش یعنی هری به همراه همسرش، لی‌لی، توسط لرد ولدمورت کشته شدند. هری توانست از طلسم ولدمورت نجات یابد.

## چارلی ویزلی
چارلی ویزلی (به انگلیسی: Charlie Weasley) یک شخصیت تخیلی در مجموعه داستان‌های هری پاتر نوشته جی. کی. رولینگ است.
او دومین پسر آرتور و مالی ویزلی است و گفته می‌شود که هیکلی شبیه برادرانش فرد و جورج دارد: کوتاه‌تر و تنومندتر از بیل، پرسی و رون. او چهره ای گشاد و خوش‌اخلاق دارد که کمی بد آب و هوا و بسیار کک و مک است. بازوهای او عضلانی است و یکی از آنها سوختگی طولانی براق دارد. زمانی که در هاگوارتز بود، بخشدار، کاپیتان کوئیدیچ و جستجوگر افسانه‌ای برای تیم کوئیدیچ گریفیندور بود. مهارت‌های او به‌عنوان یک جستجوگر آنقدر خوب بود که می‌گفتند: «اگر به تعقیب اژدها نمی‌رفت، او می‌توانست برای انگلیس بازی کند.»
پس از مدرسه، چارلی تصمیم می‌گیرد به رومانی برود تا با اژدها به عنوان نگهبان اژدها کار کند. به درخواست هری، رون و هرمیون، او نوزاد اژدهای هاگرید، نوربرت، یک ریج بک نروژی را که به‌طور غیرقانونی از تخم خارج شده بود، به مراقبت از خود در سال اول هری می‌برد و او بخشی از تیمی از نگهبانان اژدها است که چهار اژدها از نژادهای مختلف را به هاگوارتز می‌آورد. هری پاتر و جام آتش برای اولین وظیفه مسابقات سه جادوگر.
در طول ظهور دوم ولدمورت، وظیفه چارلی در نظم این است که سعی کند حمایت خود را در خارج از کشور جمع کند. چارلی به بارو در هری پاتر و یادگاران مرگ برمی گردد تا در عروسی برادرش بیل به عنوان بهترین مرد شرکت کند. او وارد بخش بعدی نبرد هاگوارتز، در کنار هوراس اسلاگهورن، در راس نیروهای تقویتی مدافعان می‌شود و بدون آسیب جدی از نبرد جان سالم به در می‌برد. به گفته رولینگ، او ازدواج نمی‌کند و بچه دار نمی‌شود، زیرا او «اژدها را به زنان ترجیح می‌داد»

## ریموس لوپین
ریموس لوپین (به انگلیسیRemus Lupin) یک شخصیت‌های خیالی از مجموعه داستان‌های هری پاتر نوشته جی.کی. رولینگ است. او ابتدا در هری پاتر و زندانی آزکابان به عنوان استاد جدید دفاع در برابر جادوی سیاه ظاهر شد. لوپین پس از استعفای خود از این پست در داستان باقی می‌ماند و به عنوان دوست و متحد شخصیت اصلی داستان، هری پاتر خدمت می‌کند. در اقتباس‌های سینمایی هری پاتر دیوید تیولیس در بزرگسالی و جیمز یوتچین نوجوانی این نقش را بازی کرده‌اند.

## فلور دلاکور
فلور دلاکور (به انگلیسی Fleur Delacour) همسر بیل ویزلی می‌باشد. وی در مسابقه سه جادوگر به عنوان منتخب مدرسه بوباتون بود. وی همچنین عضو محفل ققنوس است. او در کنار بقیهٔ ارتش دامبلدور در نبرد هاگوارتز جنگید.

## لی‌لی پاتر
لی‌لی پاتر (به انگلیسی: Lily Potter) یک شخصیت در مجموعه کتاب‌های هری پاتر نوشته جی. کی. رولینگ است.
او مادر هری پاتر است که در حین حفاظت از او در برابر لرد ولدمورت کشته شد. او در یک خانوادهٔ ماِگل به دنیا آمد. لی‌لی پاتر خواهری هم سن و سال به نام پتونیا داشت که او نیز علاقه‌مند رفتن به هاگوارتز بود اما چون نیروی جادویی نداشت به هاگوارتز دعوت نشد و به همین علت تا زمان فوت لی‌لی با او رابطه‌ای نداشت. لی‌لی در کودکی با سوروس اسنیپ دوست بود اما بعدها به خاطر پیوستن سوروس به گروه مرگ‌خواران از او جدا و با جمیز پاتر دوست شد که سرانجام این دوستی به ازدواج ختم شد که حاصل آن هری پاتر بود. سپر مدافع لی‌لی پاتر آهو بود که بعد از مرگش به خاطر عشقی که سوروس اسنیپ هنوز به او داشت این سپر مدافع را به بدن او وارد کرد و در قسمتی از داستان با استفاده از همین آهوی نقره‌ای سوروس بدون اینکه هری متوجه شود به او یاری رساند. لی‌لی برای نجات جان هری جان خود را فدا کرد و باعث شد که نیروی یک جادوی باستانی از کودکش در برابر لرد سیاه محافظت کند. بعدها هری نام تنها دخترش را لی‌لی گذاشت.

## مالی ویزلی
مالی ویزلی (به انگلیسی: Molly Weasley) شخصیت تخیلی مجموعه داستان‌های هری پاتر نوشته جی کی رولینگ می‌باشد.

### خانواده
او مادر خانواده ویزلی و همسر آرتور ویزلی است که آن دو هفت فرزند به نام‌های بیل، چارلی، پرسی، فرد، جرج، رون و جینی دارند. او همچنین نسبت دوری با خاندان بلک دارد. (همهٔ خانواده‌های اصیل زاده باهم نسبت دارند)

### حضور در کتاب‌ها

#### هری پاتر و سنگ جادو
در هری پاتر و سنگ جادو هنگامی که هری در ایستگاه کینگزکراس به دنبال سکوی نه و سه چهارم می‌گردد برای نخستین بار خانواده ویزلی را ملاقات می‌کند و مالی ویزلی برای او روش رسیدن به قطار سریع‌السیر هاگوارتز را تشریح می‌کند.

#### هری پاتر و تالار اسرار
در هری پاتر و تالار اسرار پس از اینکه هری و رون نتوانستند وارد سکوی نه و سه چهارم شوند و با ماشین فورد آنجلینا به هاگوارتز می‌روند، مالی ویزلی برای رون نامهٔ عربده کش می‌فرستد.

#### هری پاتر و زندانی آزکابان
در هری پاتر و زندانی آزکابان او، خانوادهٔ ویزلی و هرمیون گرنجر، هری را در پاتیل درزدار ملاقات می‌کنند.

#### هری پاتر و جام آتش
در هری پاتر و جام آتش مالی ویزلی به همراه بیل ویزلی برای تماشای مرحله آخر مسابقات سه جادوگر به هاگواراتز می‌آیند.

#### هری پاتر و محفل ققنوس
در هری پاتر و محفل ققنوس، محفل ققنوس دوباره تشکیل می‌شود و محل قرارگاه میدان گریمولد شماره دوازده است و او، خانوادهٔ ویزلی، هرمیون و هری چند ماهی را در این خانه اقامت می‌کنند.

#### هری پاتر و شاهزاده دورگه
در هری پاتر و شاهزاده دورگه او به دلیل نامزدی ناگهانی فلور دلاکور و بیل ناراحت است و هری در کریسمس به خانهٔ آن‌ها می‌آید.

#### هری پاتر و یادگاران مرگ
در هری پاتر و یادگاران مرگ او در عروسی بیل و فلور همراه با خانم دلاکور (مادر فلور) اشک می‌ریزد و سرانجام در پایان داستان بلاتریکس لسترنج را به قتل می‌رساند.

## ماندانگاس فلچر
ماندانگاس فلچر (به انگلیسی: Mundungus Fletcher) یکی از شخصیت‌های مجموعهٔ هری پاتر نوشتهٔ جی. کی. رولینگ است.
در اولین حضورش در کتاب «محفل ققنوس»، به عنوان یکی از اعضای محفل ظاهر شد.
سوروس اسنیپ در کتاب هفتم از او خواست تا هفت پاتر را پیشنهاد دهد.
لقب وی دانگ به معنی مدفوع حیوانات می‌باشد.

## نیمفادورا تانکس
نیمفادورا تانکس (به انگلیسی: Nymphadora Tonks) شخصیت تخیلی مجموعه داستان‌های هری پاتر، نوشته جی.کی. رولینگ است.

تانکس (او از نام اول خود متنفر است) زنی پرشور و با نشاط، کارآگاه، و عضو محفل ققنوس است. او ساحره‌ای چندچهره است. او می‌تواند چهره‌اش را به خواست خود تغییر دهد و به همین دلیل رنگ مو و چشمش هیچ وقت ثابت نیست، او از این مهارتش استفاده‌های زیادی می‌کند.
تانکس یک جادوگر دورگه است که دلیلش این است که مادرش، آندرومدا بلک با مردی مشنگ زاده به نام تد (ادوارد) تانکس ازدواج کرد که حاصل این ازدواج نیمفادورا بود.
برخلاف تصور همه که تانکس عاشق سیریوس بلک بود از ابتدا عاشق ریموس لوپین بود و در نهایت ریموس لوپین ازدواج کرد. حاصل ازدواج آن‌ها یک پسر به نام تدی است هرچند هر دو در نبرد هاگوارتز کشته شدند و نتوانستند فرزندشان را بزرگ کنند. پدرخوانده فرزند آن‌ها هری پاتر است. مادر نیمفادورا تانکس اندرومیدا است که خواهر بلاتریکس لسترنج و نارسیسا مالفوی می‌باشد.
برای اطلاعات بیشتر در مورد ارتباطات خانوادگی نیمفادورا تانکس به شجرنامه خاندان بلک مراجعه کنید.
نقش تانکس را در فیلم هری پاتر و محفل ققنوس و فیلم آخر مجموعه ناتالیا تنا ایفا می‌کند.